# Anglo American Platinum
Anglo American Platinum Limited er et sydafrikansk mineselskab, som producerer 38 % af Verdens platin.
Virksomhedens hovedkvarter er ved Johannesburg. En væsentlig del af virksomhedens aktiviteter foregår ved Bushveld Igneous Complex, en stor region med mineraler som krom, vanadium, magnetit og platin.
I 1995 blev virksomheden etableret. Anglo American plc er den største aktionær.